# Abbaye de Lyse
L'Abbaye de Lyse ou Lysekloster est un monastère cistercien aujourd'hui en ruines, situé dans la commune de Os, au sud de la ville de Bergen (Norvège). Il fut à l'origine en 1207 de la fondation de l'abbaye de Tautra.
Le nom « Lyse » provient du Lysefjorden, le « fjord de lumière » au bord duquel est bâti l'abbaye.

## Avant la Réforme

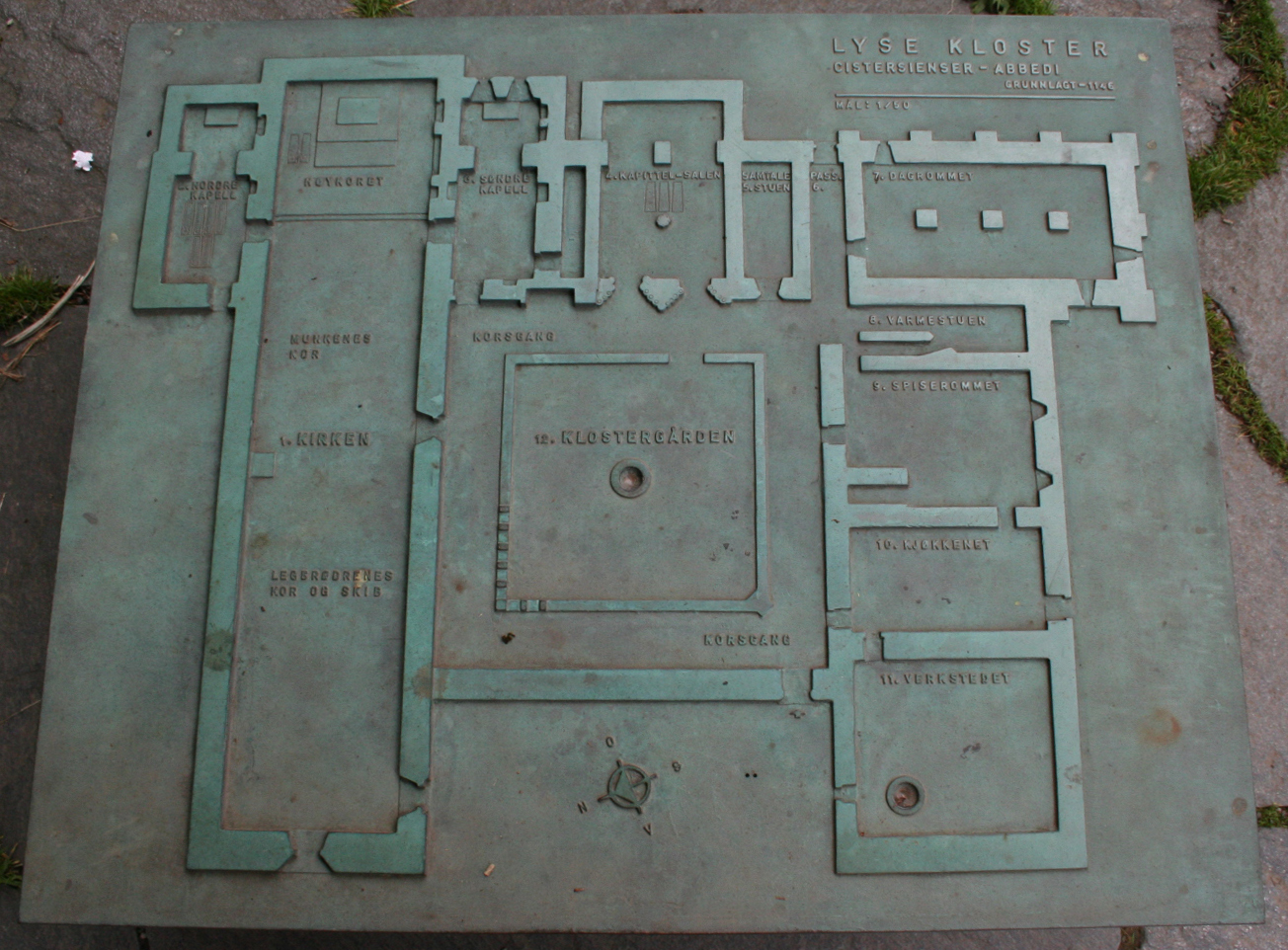
Le plan du monastère à l'époque cistercienne.

L'abbaye a été fondée en 1146[Passage contradictoire] par Sigurd, évêque de Bergen, sur les terres d'une ferme qu'il possédait, alors que la christianisation du pays était presque complète. Les premiers moines sont venus de l'abbaye de Fountains en Angleterre. Il s'agit de la première abbaye cistercienne de Norvège, construite sur le modèle de celles existantes à l'époque en France et en Angleterre.
Comme c'est la règle de cet ordre, les moines ont fait vœu de pauvreté, renonçant à tous les revenus sauf ceux de la terre, ils développèrent ainsi beaucoup d'habileté dans les cultures. Avec le temps, cela a mené l'abbaye à acquérir beaucoup d'autres fermes, la rendant toujours plus riche et puissante. En tout, le monastère possédait 50 fermes à Os et bien plus encore dans la région.

## Après la Réforme
L'abbaye fut dissoute en 1537 quand Christian III décréta le luthéranisme comme religion d'État en Norvège. Les possessions furent confisquées, devenant la propriété du roi. Lors des deux siècles suivants, les pierres des murs de l'abbaye furent utilisées pour d'autres constructions, notamment la forteresse de Bergenhus ou le château de Kronborg au Danemark.

## Le monastère aujourd'hui

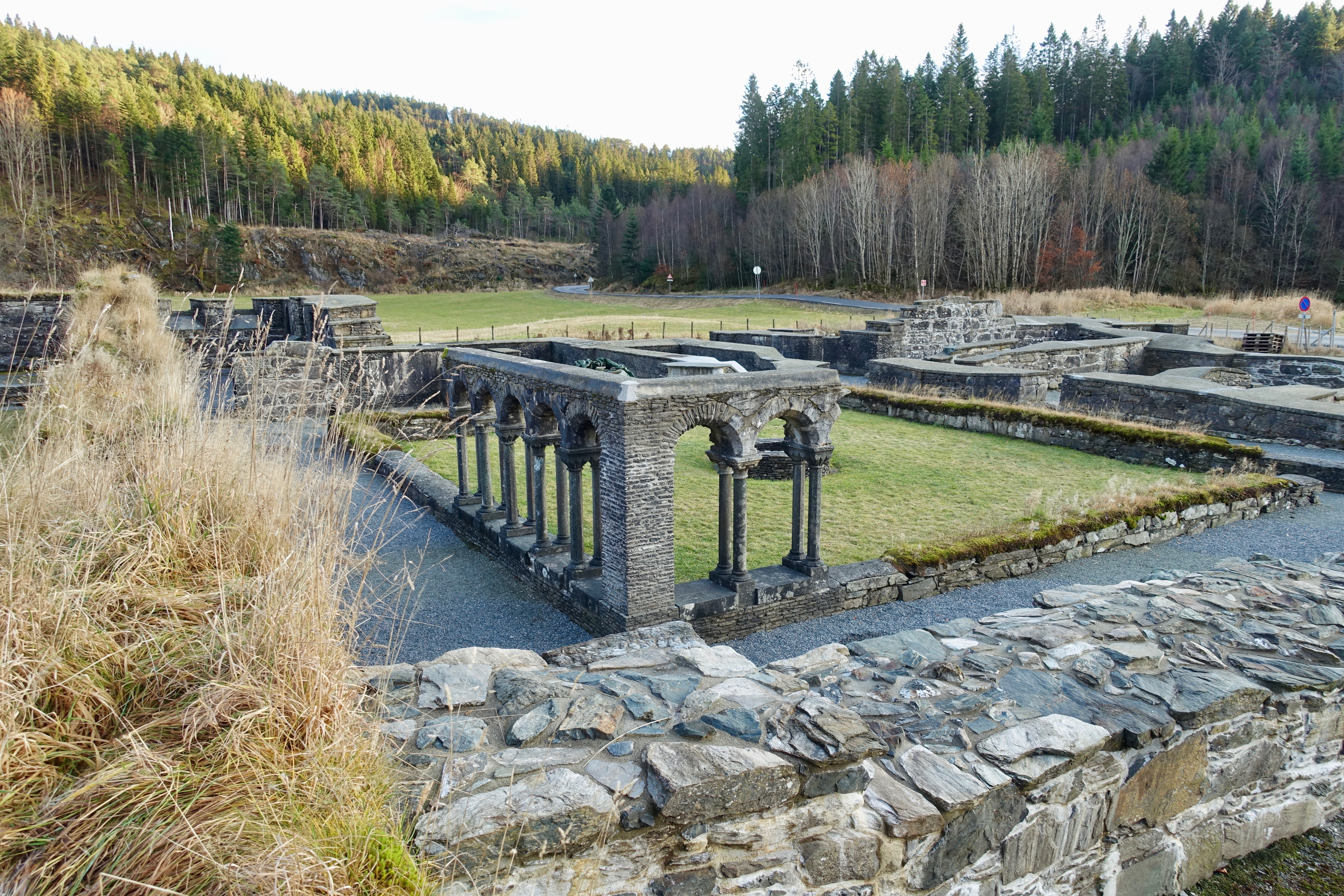
Le site actuel et les ruines de l'abbaye.

Les ruines sont protégées en tant que monument national pour préserver les fouilles archéologiques qui y continuent. Le site est visité par de nombreux touristes qui profitent également des promenades pédestres des alentours. C'est également un lieu prisé pour les mariages et les photographies.